# Agassi Tennis Generation
Agassi Tennis Generation  est un jeu vidéo de sport (tennis) développé par Aqua Pacific et édité par DreamCatcher Interactive, sorti à partir de 2002 sur Windows, PlayStation 2 et Game Boy Advance (plate-forme sur laquelle le jeu se nomme Agassi Tennis Generation 2002 en Europe).
Il met en scène le champion Andre Agassi.

## Accueil
- Computer and Video Games : 4/10 (PC)[1]
- Gamekult : 3/10 (PC)[2]
- GameSpot : 5,3/10 (PS2)[3]
- Jeuxvideo.com : 10/20 (PC)[4] - 9/20 (PS2)[5]